# Olympische Jugend-Sommerspiele 2018/Teilnehmer (Tonga)
| Gelbes Symbol für Goldmedaillen mit stilisierten Olympischen Ringen | Graues Symbol für Silbermedaillen mit stilisierten Olympischen Ringen | Braundes Symbol für Bronzemedaillen mit stilisierten Olympischen Ringen |
| ------------------------------------------------------------------- | --------------------------------------------------------------------- | ----------------------------------------------------------------------- |
| —                                                                   | —                                                                     | —                                                                       |

Die Jugend-Olympiamannschaft aus Tonga für die III. Olympischen Jugend-Sommerspiele vom 6. bis 18. Oktober 2018 in Buenos Aires (Argentinien) bestand aus zwölf Athleten. Sie konnten keine Medaillen gewinnen.

## Athleten nach Sportarten

### Futsal
Mädchen
- Gruppenphase
- Kader[1]
Kalolaine Topui
Rhonda Fotu
Meleseini Tufui
Mele Kafa
Mele Akolo
Seini Lutu
Ana Polovili
Finehika Finau
Lositika Feke
Siunipa Talasinga

### Leichtathletik
Jungen
- Sione Tuihalamaka[2]
110 m Hürden: DNS (2. Lauf)

### Schwimmen
Jungen
- Finau Ohuafi[3]
50 m Freistil: 39. Platz (Vorrunde)
50 m Rücken: 25. Platz (Vorrunde)